# Ronde van Rijnland-Palts

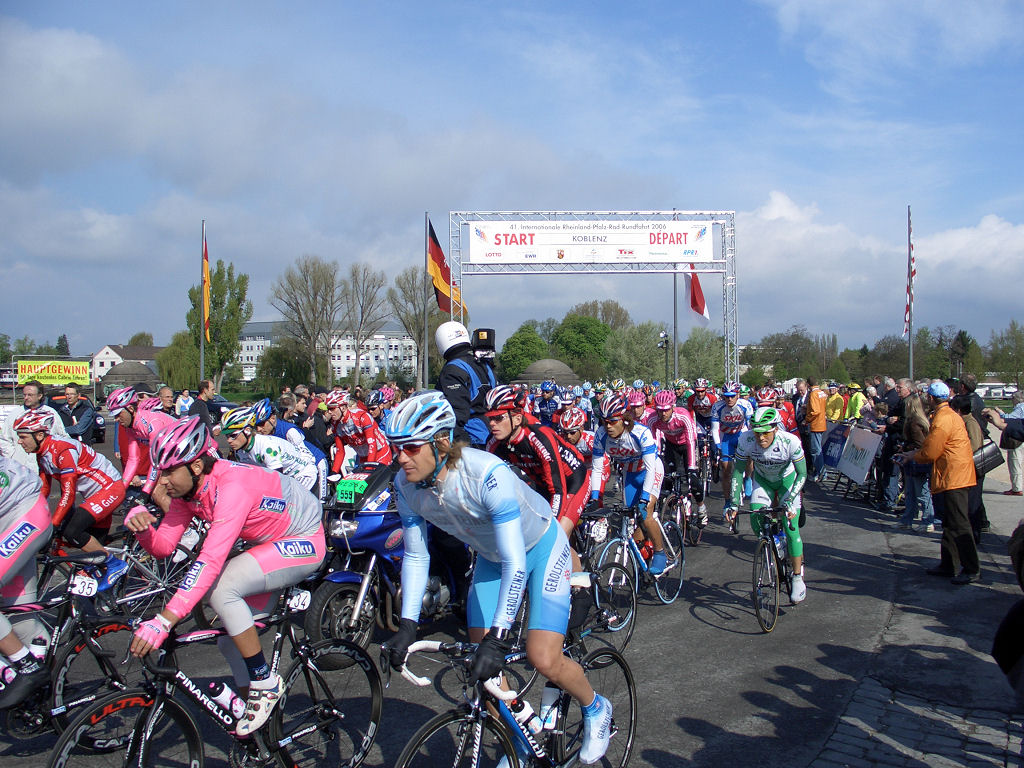
Het peloton bij de start in Koblenz tijdens de editie in 2006

De Ronde van Rijnland-Palts (Duits: Rheinland-Pfalz-Rundfahrt) was een internationale vijfdaagse wielerwedstrijd in de Duitse deelstaat Rijnland-Palts. De ronde bestond tussen 1966 en 2007 en werd in die periode 42 keer verreden. 
Traditioneel vond de Ronde van Rijnland-Palts plaats in september, waarbij de koers vanaf 1995 samenviel met de Ronde van Spanje. Toen de ronde in 2005 ging behoren tot de UCI Europe Tour en de Duitse TUI-cup, werd hij op de kalender verplaatst naar mei (tijdens de Ronde van Italië en direct voor de Ronde van Catalonië). In de beginjaren was het een amateurrace, later kreeg de wedstrijd een professioneler karakter. In 1981 werd een berg- en een sprintklassement geïntroduceerd en in de laatste editie (2007) was er ook een jongerenklassement. De stad die het vaakst als aankomstplaats van een etappe fungeerde is Bad Marienberg.
De Ronde van Rijnland-Palts werd tweemaal gewonnen door een Belg (beide keren Marc Wauters, in 1999 en 2000) en viermaal door een Nederlander: Fedor den Hertog (1969), Aad van den Hoek (1974), Theo de Rooij (1978) en Erik Dekker (2001). Vooral de overwinning van Den Hertog was opmerkelijk, aangezien hij in de editie van 1969 negen van de elf etappes won en het eindklassement met een voorsprong van 36 minuten op zijn naam schreef.
Vanwege de dopinggevallen die het wielrennen jarenlang teisterden, werd de Ronde van Rijnland-Palts in 2008 geannuleerd. De regering van de deelstaat besloot geen vergunning meer af te geven en zette de financiering van de koers stop. Wegens noodzakelijke besparingen werd de organiserende vereniging (de Internationale Rheinland-Pfalz-Rad-Rundfahrt) op 5 december 2007 opgeheven.

## Overzicht van winnaars
| Jaar | Eindklassement       | Bergklassement      | Sprintklassement  |
| ---- | -------------------- | ------------------- | ----------------- |
| 1966 | Ortwin Czarnowksi    | –                   | –                 |
| 1967 | Martin Gombert       | –                   | –                 |
| 1968 | Ortwin Czarnowski    | –                   | –                 |
| 1969 | Fedor den Hertog     | –                   | –                 |
| 1970 | Karl-Heinz Muddemann | –                   | –                 |
| 1971 | Dieter Koslar        | –                   | –                 |
| 1972 | Karl-Heinz Küster    | –                   | –                 |
| 1973 | Peter Weibel         | –                   | –                 |
| 1974 | Aad van den Hoek     | –                   | –                 |
| 1975 | Thorleif Andersen    | –                   | –                 |
| 1976 | Mieczysław Nowicki   | –                   | –                 |
| 1977 | Krzysztof Sujka      | –                   | –                 |
| 1978 | Theo de Rooij        | –                   | –                 |
| 1979 | Jostein Wilman       | –                   | –                 |
| 1980 | Thomas Møller        | –                   | –                 |
| 1981 | Ladislav Ferebaur    | Reimund Dietzen     | Eric Vanderaerden |
| 1982 | Helmut Wechselberger | Andrej Federnikow   | Alexej Akhow      |
| 1983 | Dan Radtke           | Jiří Škoda          | Olaf Ludwig       |
| 1984 | Milan Jurco          | Jiří Škoda          | Andreas Kappes    |
| 1985 | Olaf Ludwig          | Olaf Ludwig         | Olaf Ludwig       |
| 1986 | Thomas Barth         | Lech Piasecki       | Olaf Ludwig       |
| 1987 | Mario Kummer         | Arvid Tammesalu     | Olaf Ludwig       |
| 1988 | Christian Henn       | Roman Kreuzinger    | Remig Stumpf      |
| 1989 | Joachim Halupczok    | Uwe Ampler          | Olaf Ludwig       |
| 1990 | Kai Hundertmarck     | Kai Hundertmarck    | Zbigniew Spruch   |
| 1991 | Gerd Audehm          | Erik Zabel          | Frank Augustin    |
| 1992 | Gerd Audehm          | Gerd Audehm         | Bert Dietz        |
| 1993 | Bert Dietz           | Georg Totschnig     | Bert Dietz        |
| 1994 | Cédric Vasseur       | Stephan Gottschling | Robbie McEwen     |
| 1995 | Jörn Reuß            | Roland Schätti      | Saulius Ruškys    |
| 1996 | Olaf Ludwig          | Kai Hundertmarck    | Andris Naudužs    |
| 1997 | Dainis Ozols         | Juris Silovs        | Koos Moerenhout   |
| 1998 | Lance Armstrong      | Luc Leblanc         | Mariano Piccoli   |
| 1999 | Marc Wauters         | Nicki Sørensen      | Stefan Steinweg   |
| 2000 | Marc Wauters         | Bert Dietz          | Stefan Steinweg   |
| 2001 | Erik Dekker          | Roger Beuchat       | Olaf Pollack      |
| 2002 | Ronny Scholz         | Marcelino García    | Klaus Mutschler   |
| 2003 | Daniele Nardello     | Björn Schröder      | David Kopp        |
| 2004 | Björn Glasner        | Stefan Schumacher   | Danilo Hondo      |
| 2005 | Michael Rich         | Roger Beuchat       | André Greipel     |
| 2006 | René Haselbacher     | Ruben Oarbeascoa    | René Schild       |
| 2007 | Gerald Ciolek        | Luca Celli          | Johan Coenen      |

## Meervoudige winnaars
| Overwinningen | Renner            | Jaren       |
| ------------- | ----------------- | ----------- |
| 2             | Ortwin Czarnowksi | 1966 + 1968 |
| 2             | Olaf Ludwig       | 1985 + 1996 |
| 2             | Gerd Audehm       | 1991 + 1992 |
| 2             | Marc Wauters      | 1999 + 2000 |

## Etappeoverzichten van de edities 2005 en 2006

### Ronde van Rijnland-Palts 2005
| Datum  | Route                        | km    | Sprintklassement                          | Bergklassement                            | Etappewinnaar                             |
| 11 mei | Koblenz - Bad Marienberg     | 158,1 | Fabian Wegmann (GST)                      | Roger Beuchat (TBL)                       | Stefan Schumacher (SHM)                   |
| 12 mei | Trier - Mainz                | 197,2 | André Greipel (WIE)                       | Piotr Chmielewski (ATI)                   | Stefan Schumacher (SHM)                   |
| 13 mei | Mainz - Worms                | 164,3 | André Greipel (WIE)                       | Kazimierz Stafiej (ATI)                   | Stefan Schumacher (SHM)                   |
| 14 mei | Speyer - Landau in der Pfalz | 85,7  | Pieter Mertens (JAC)                      | Maxime Monfort (LAN)                      | Pieter Mertens (JAC)                      |
| 14 mei | tijdrit Landau               | 25,0  | Individueel: Stefan Schumacher; Team: GST | Individueel: Stefan Schumacher; Team: GST | Individueel: Stefan Schumacher; Team: GST |
| 15 mei | Kaiserslautern - Koblenz     | 191,0 | Jürgen von de Walle (LAN)                 | Roger Beuchat (TBL)                       | Christoph von Kleinsorgen (TLM)           |

### Ronde van Rijnland-Palts 2006
| Datum    | Route                                   | km    | Sprintklassement           | Bergklassement         | Etappewinnaar           |
| 26 april | Kaiserslautern - Worms                  | 130,0 | René Schild (TRS)          | Ruben Oarbeascoa (KAI) | André Greipel (TMO)     |
| 27 april | Worms - Bad Neuenahr-Ahrweiler          | 187,0 | Gustavo César Veloso (KAI) | Ruben Oarbeascoa (KAI) | René Haselbacher (GST)  |
| 28 april | Bad Neuenahr-Ahrweiler - Bad Marienberg | 143,6 | Pablo Urtasun Perez (KAI)  | Ruben Oarbeascoa (KAI) | Heinrich Haussler (GST) |
| 29 april | Bitburg - Koblenz                       | 195,4 | Pablo Urtasun Perez (KAI)  | Ruben Oarbeascoa (KAI) | André Greipel (TMO)     |
| 30 april | Koblenz - Kaiserslautern                | 148,4 | René Haselbacher (GST)     | Björn Glasner (TLM)    | Steven Caethoven (JAC)  |
|          | Eindklassement                          | 804,4 | René Schild (TRS)          | Ruben Oarbeascoa (KAI) | René Haselbacher (GST)  |